# Iraklia (gemeente)
Irakleia of Irakleia Serron (Grieks: Ηράκλεια of Ηράκλεια Σερρών) is sinds 2011 een fusiegemeente (dimos) in de bestuurlijke regio (periferia) Centraal-Macedonië.
De drie deelgemeenten (dimotiki enotita) van de fusiegemeente zijn:
- Irakleia (Serres) (Ηράκλεια Σερρών)
- Skotoussa (Σκοτούσσα)
- Strymoniko (Στρυμονικό)